# Michael Ziegler (Philologe)

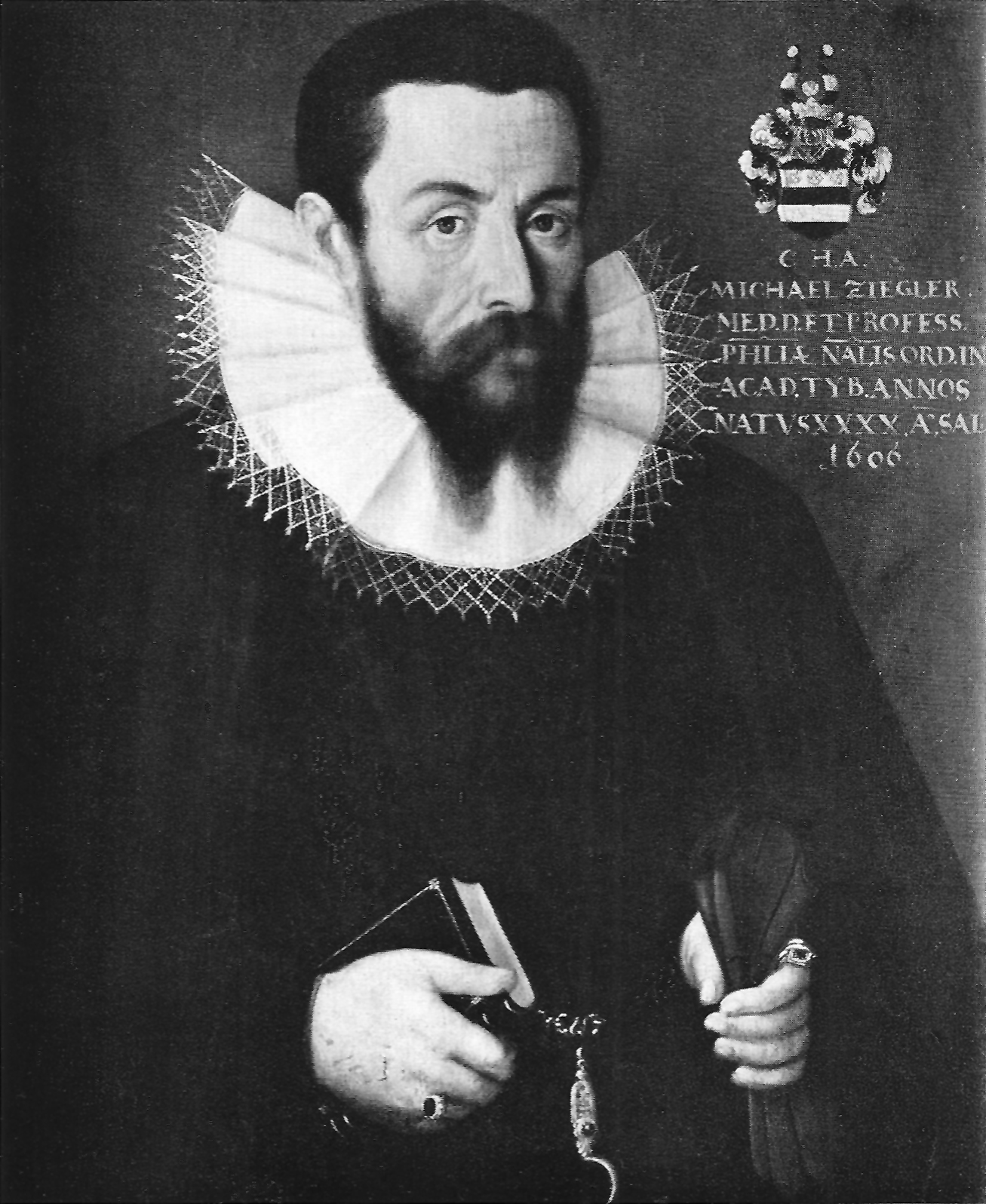
Michael Ziegler in der Tübinger Professorengalerie

Michael Ziegler (* 1. Juni 1563 in Markgröningen; † 1. Oktober 1615) war ein deutscher Arzt, Philologe und Hochschullehrer.

## Leben und Wirken
Michael Ziegler studierte in Tübingen und war anschließend in Österreich als Hofmeister tätig. Danach absolvierte er ein Studium der Medizin in Straßburg. Er war Professor der griechischen Sprache in Tübingen, Professor der Metaphysik, Pädagogarch, Präses bei den Disputationen der Bakkalaureaten, Dekan der Artistenfakultät und Rektor.